# Schellenberger Bach
Der Schellenberger Bach ist ein 2,4 km langes Fließgewässer in Nordrhein-Westfalen. Er ist ein südwestlicher und rechter Zufluss der Ruhr in Essen. Er hat die Gewässerkennzahl 276958.

## Geographie

### Verlauf
Der Schellenberger Bach entspringt zwischen den Essener Stadtteilen Stadtwald und Heisingen auf einer Höhe von etwa 145 m ü. NHN im Schellenberger Wald nahe der Heisinger Straße.
Er fließt nach Nordosten durch den Wald, unterquert noch die Bundesstraße 227 (Wuppertaler Straße) und mündet schließlich nördlich von Heisingen auf einer Höhe von etwa 40,5 m ü. NHN von rechts in die Ruhr.
Der etwa 2,4 km lange Lauf des Schellenberger Bachs endet ungefähr 104,5 Höhenmeter unterhalb seiner Quelle, er hat somit ein mittleres Sohlgefälle von circa 44 ‰.

### Einzugsgebiet
Das 1,446 km² große Einzugsgebiet des Schellenberger Bachs wird durch ihn über die Ruhr und den Rhein zur Nordsee entwässert.
Es grenzt 
- im Norden an das des Borschbachs, der in die Ruhr mündet
- und ansonsten an das der Ruhr.

Im Süden des Einzugsgebiets liegt das Naturschutzgebiet Huelsenhaine im Schellenberger Wald.

### Zuflüsse
- Heisinger Bach (rechts), 0,6 km[3]